# Монарх рудоголовий
Монарх рудоголовий (Erythrocercus mccallii) — вид горобцеподібних птахів родини Erythrocercidae.

## Поширення
Вид поширений у Центральній та Західній Африці від південно-західної Малі на схід до північно-західної Уганди.

## Опис
Дрібні птахи, завдовжки до 10 см, вагою 6-8 г. Тіло масивне, але струнке на вигляд, з великою округлою головою, тонким дзьобом, маленькими і заокругленими крилами, міцними і відносно довгими ногами і довгим хвостом. В основі дзьоба ниткоподібні пір'їни утворюють вібриси.
Шия та спина попелясті, крила сіро-коричневі. Верх голови та хвіст червоно-коричневі. Лице та горло світло-коричневі. Груди та черево світло-сірі.

## Спосіб життя
Птах живе у тропічних мангрових та галерейних лісах, у заболочених районах. Трапляється невеликими сімейними групами. Більшу частину дня проводить, шукаючи поживу серед гілок дерев та кущів, залишаючись переважно у підліску. Живиться комахами та їхніми личинками, павуками, іншими дрібними безхребетними. Сезон розмноження не є чітко визначеним, молодь трапляється у будь-яку пору року. Самиця будує кулясте гніздо з листя та рослинних волокон на гілках дерев. Про пташенят піклуються обидвоє батьків.